# Kramerana linnavuorii
Kramerana linnavuorii är en insektsart som beskrevs av Delong och Thambimuttu 1973. Kramerana linnavuorii ingår i släktet Kramerana och familjen dvärgstritar. Inga underarter finns listade i Catalogue of Life.